# Phyllonemus
Phyllonemus é um género de peixe da família Claroteidae.
Este género contém as seguintes espécies:
- Phyllonemus filinemus
- Phyllonemus typus